# Veigar Páll Gunnarsson
Veigar Páll Gunnarsson, född 21 mars 1980, är en isländsk fotbollsspelare som är anfallare för Stjarnan FC.

## Klubblag
Veigar Páll Gunnarsson har tidigare spelat för Vålerenga, Stjarnan, Strømsgodset IF, KR Reykjavík och Nancy.

## Landslag
Gunnarsson har spelat 34 landskamper för Island och gjort 6 mål. Han debuterade i januari 2001 i en vänskapsmatch mot Uruguay.